# Manorama Jafa
Manorama Jafa é uma escritora indiana de literatura infantil, autora de mais de cem livros e seiscentas outras publicações, como histórias, artigos e trabalhos de pesquisa. Ela foi homenageada pelo Governo da Índia em 2014, concedendo-lhe o Padma Shri, o quarto maior prêmio civil, por seus serviços no campo da literatura.

## Biografia
A criatividade começa em uma idade muito jovem. Para angariar e aprimorar ainda mais, é muito importante que seja polido e aproveitado desde o início , diz Manorama Jafa.

Manorama Jafa nasceu em 1932 e obteve um mestrado em Geografia na Universidade de Allahabad. Após seu casamento com Virender Singh Jafa, ela começou a escrever, no final dos anos 60, quando seu marido foi publicado em Patna. Os esforços iniciais foram colunas em jornais locais que logo se transformaram em redação de histórias.
Quando seu marido se mudou para os EUA para trabalhar para as Nações Unidas, ela fez um curso de redação de histórias no Massachusetts Institute of Technology para impulsionar uma carreira que rendeu mais de cem livros e várias centenas de histórias.
Manorama tem dois filhos, o filho mais velho e o mais novo, uma filha, Navina Jafa, uma dançarina de Kathak localmente conhecida.

## Carreira, conquistas e legado
Manorama Jafa é uma escritora prolífica com mais de cem livros e muitos trabalhos de pesquisa para o seu crédito.[carece de fontes?] Ela escreve em hindi e inglês e suas histórias foram traduzidas para vários idiomas, como japonês, holandês, italiano e espanhol. De seu primeiro livro, Donkey on the Bridge, Jafa escreve em linguagem simples, principalmente em formato de texto e imagens. Jafa também escreve para adultos, como seu livro Devika, que tem mais conotação política.
Além dos livros regulares que ela escreveu, as contribuições de Manorama Jafa para a causa da literatura infantil têm sido notadas como dignas de nota. Ela também escreveu livros temáticos, como Gabbar e Babbar, e eu sou Sona, voltado para crianças com necessidades especiais. Ela lançou um programa especial para crianças traumatizadas, Book Therapy e distribuiu livros para crianças que vivem em áreas afligidas por calamidades como o Afeganistão e em áreas afetadas pelo tsunami na Índia. Ela confessou que a ideia a impressionou ao ver uma foto de uma criança chorando segurando uma bola para o conforto após os ataques de 26/11 em Mumbai.
Jafa produziu muitos trabalhos de pesquisa sobre literatura infantil e um livro sobre literatura infantil e é pioneiro de um movimento por melhores livros para crianças. Ela também realiza oficinas regulares para escritores emergentes para promover a literatura infantil em países como Cingapura, Tailândia, Bangladesh, Sri Lanka e Nepal, que dizem ter influenciado o atual boom da literatura infantil.  Ela também é creditada com o início de um movimento de biblioteca doméstica para este fim.
Manaorama Jafa é também o Secretário Geral da Seção Nacional Indiana do Conselho Internacional de Livros para Jovens (IBBY). Presidiu o 26º Congresso do IBBY, realizado em 1989, como seu Presidente. Ela também esteve envolvida com o Centro Cultural Asiático para a UNESCO, como especialista em livros infantis. Ela serviu no júri do Prêmio de Promoção de Leitura do IIY-Asahi (2000-2001) como seu presidente e do Prêmio da UNESCO para Livros sobre Tolerância (1999-2000) como um membro.
Manorama Jafa, juntamente com o ilustre cartunista Shankar, fundou a Associação de Escritores e Ilustradores para Crianças (AWIC), da qual ela é Secretária Geral. Ela é editora da revista trimestral publicada pela AWIC, a única revista profissional sobre literatura infantil. Ela também está associada ao National Book Trust, em Nova Delhi, como consultora editorial.

## Prêmios e reconhecimentos
Manorama Jafa foi reconhecido por várias organizações. O IBC, em 1999, classificou Manorama como um dos principais estudiosos do século XX. O Festival Internacional de Livros Infantis Nami Island, Nambook Festival, nomeou-a como Um tesouro vivo de literatura infantil na Índia, em 2010.
O Governo da Índia premiou Padma Shri com Manorama Jafa, em 2014, honrando seus esforços para promover a literatura infantil.

## Trabalhos selecionados
- Manorama Jafa (15 de outubro de 2013). Sadako of Hiroshima. [S.l.: s.n.] ISBN 978-9350360842
- Manorama Jafa (15 de outubro de 2013). The Parrot and the Mynah. [S.l.: s.n.] ISBN 978-9350360804
- Manorama Jafa (1 de janeiro de 2008). The Circle. [S.l.: s.n.] ISBN 978-8170700692
- Manorama Jafa (1 de janeiro de 2011). Tree Growers. [S.l.: s.n.] ISBN 978-8170700425
- Manorama Jafa (1 de janeiro de 2009). Great Tales from India. [S.l.: s.n.] ISBN 978-8188236428
- Manorama Jafa (1 de janeiro de 2009). Hira. [S.l.: s.n.] ISBN 978-8170700487
- Manorama Jafa (1 de novembro de 2003). Kapil, El Amante De Los Libros (Spanish Edition). [S.l.: s.n.] ISBN 978-4880126630